# Cord Hachmann

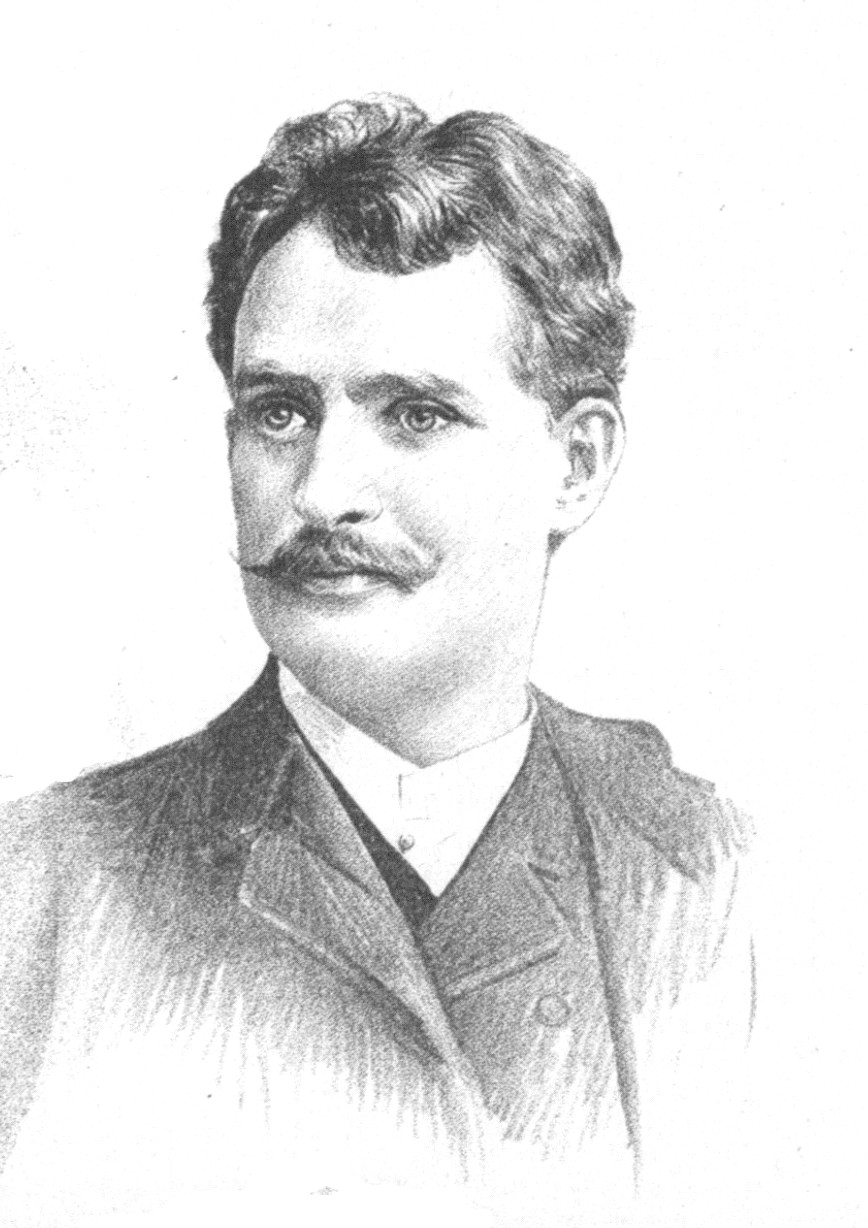
Cord Hachmann, 1901

Cord Hachmann (12. März 1848 in Hamburg – 24. Mai 1905 ebenda) war ein deutscher Theaterschauspieler und -regisseur.

## Leben
Nachdem sich der Sohn eines Arbeiters dem Kaufmannsberuf gewidmet und Geschäftsreisen unternommen hatte, die ihn bis nach Mexiko führten, widmete er sich 1864, ohne jemals dramatischen Unterricht genossen zu haben, der Bühne.
Er begann seine Laufbahn in Hamburg, war dann in Flensburg, Halle, Bremerhaven, Viktoriatheater Berlin, Bremen, Sondershausen, Aachen und Heidelberg als Heldenliebhaber und Bonvivant engagiert. 
Neben seiner darstellerischen Tätigkeit interessierte er sich stets für die Regieführung. Er folgte daher 1890 einem Ruf als Regisseur an die Freie Bühne Berlin. 1891 wirkte er als Oberregisseur am Thaliatheater in New York, von 1893 bis 1897 in gleicher Eigenschaft am Deutschen Theater in Berlin und folgte einem Ruf als Oberregisseur ans Deutsche Schauspielhaus Hamburg.
Hachmann war schwer nervenkrank, begraben wurde er auf dem Friedhof Ohlsdorf.
Verheiratet war er ab 1891 mit der Schauspielerin Martha Zipser.